# Herz-Jesu-Kirche (Visselhövede)

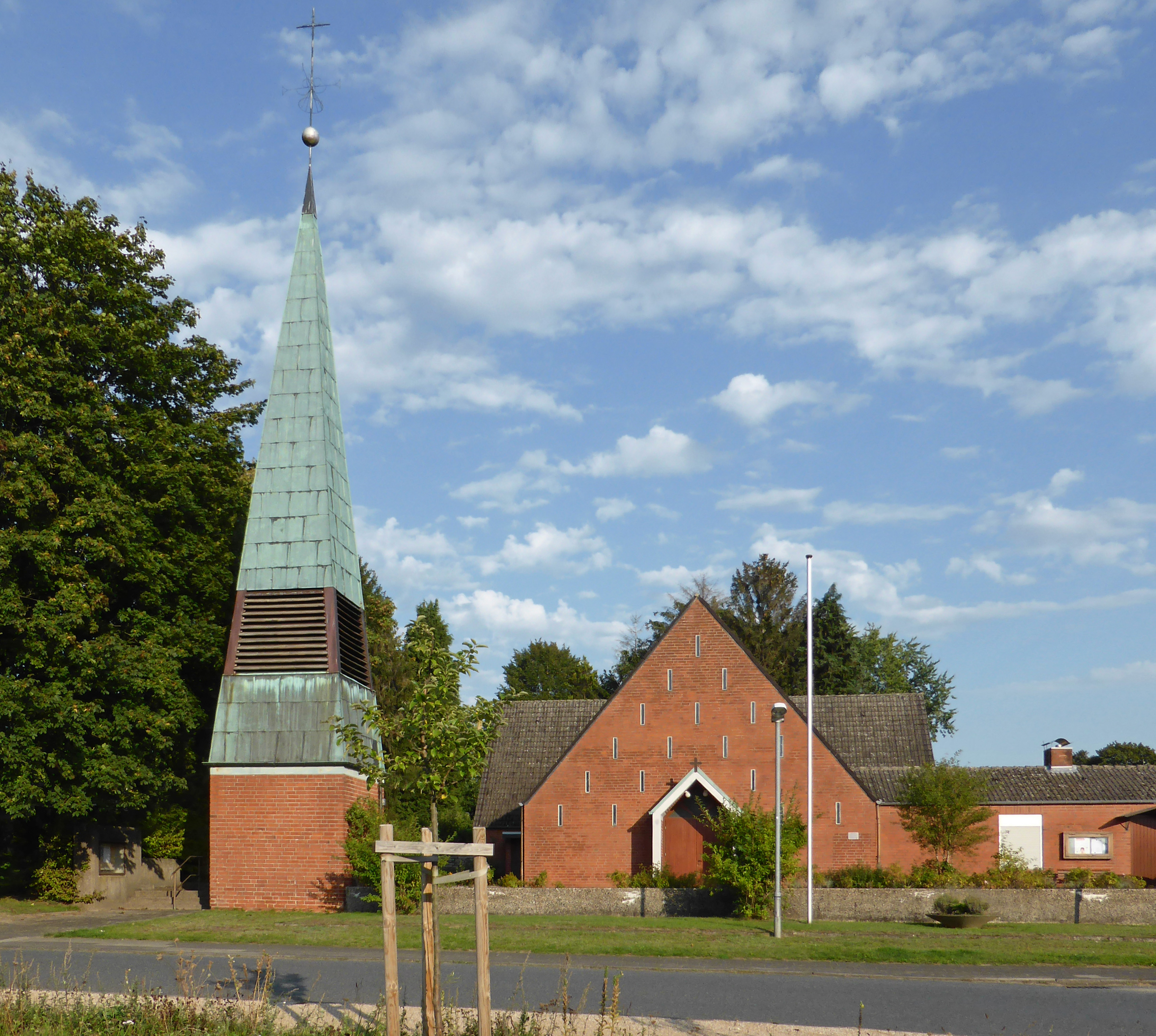
Herz-Jesu-Kirche

Die Herz-Jesu-Kirche ist die römisch-katholische Kirche in Visselhövede, einer Kleinstadt im Landkreis Rotenburg (Wümme) in Niedersachsen. Sie ist eine Filialkirche der vier Kirchen umfassenden Großgemeinde St. Maria mit Sitz in Walsrode, die ihren Einzugsbereich in den Gemeinden Visselhövede, Walsrode und Bad Fallingbostel hat und der rund 4.300 katholische Christen angehören. Die Großgemeinde St. Maria gehört zum Dekanat Verden des Bistums Hildesheim.

## Geschichte

### Vorgeschichte
In Visselhövede, das damals zum Bistum Verden gehörte, wurde in der zweiten Hälfte des 16. Jahrhunderts die Reformation eingeführt. Pastor Dietrich Janzen, der letzte katholische Geistliche in Visselhövede, zog um 1566/67 fort. Pastor Johann Grubenhagen amtierte ab 1567 als erster lutherischer Prediger in Visselhövede.
Im Dreißigjährigen Krieg versuchte Kaiser Ferdinand II. 1629 mit dem Restitutionsedikt die Rekatholisierung protestantischer Gebiete. Visselhövede bekam am 7. Mai 1630 Pater Johannes Arnoldi wieder einen katholischen Seelsorger, der jedoch am 9. November 1631 in Visselhövede zum letzten Mal eine Heilige Messe zelebrierte und noch am selben Tag ermordet wurde. Ab 1632 amtierte mit Pastor Matthias Pletzius wieder ein protestantischer Geistlicher in Visselhövede.
Durch die im Rahmen der Neuumschreibung der katholischen Diözesen in Deutschland nach dem Wiener Kongress von Papst Leos XII. am 26. März 1824 erlassene Zirkumskriptionsbulle Impensa Romanorum Pontificum kam Visselhövede zum Bistum Hildesheim, dem es seitdem angehört.

### Vorgängergemeinde in Kettenburg

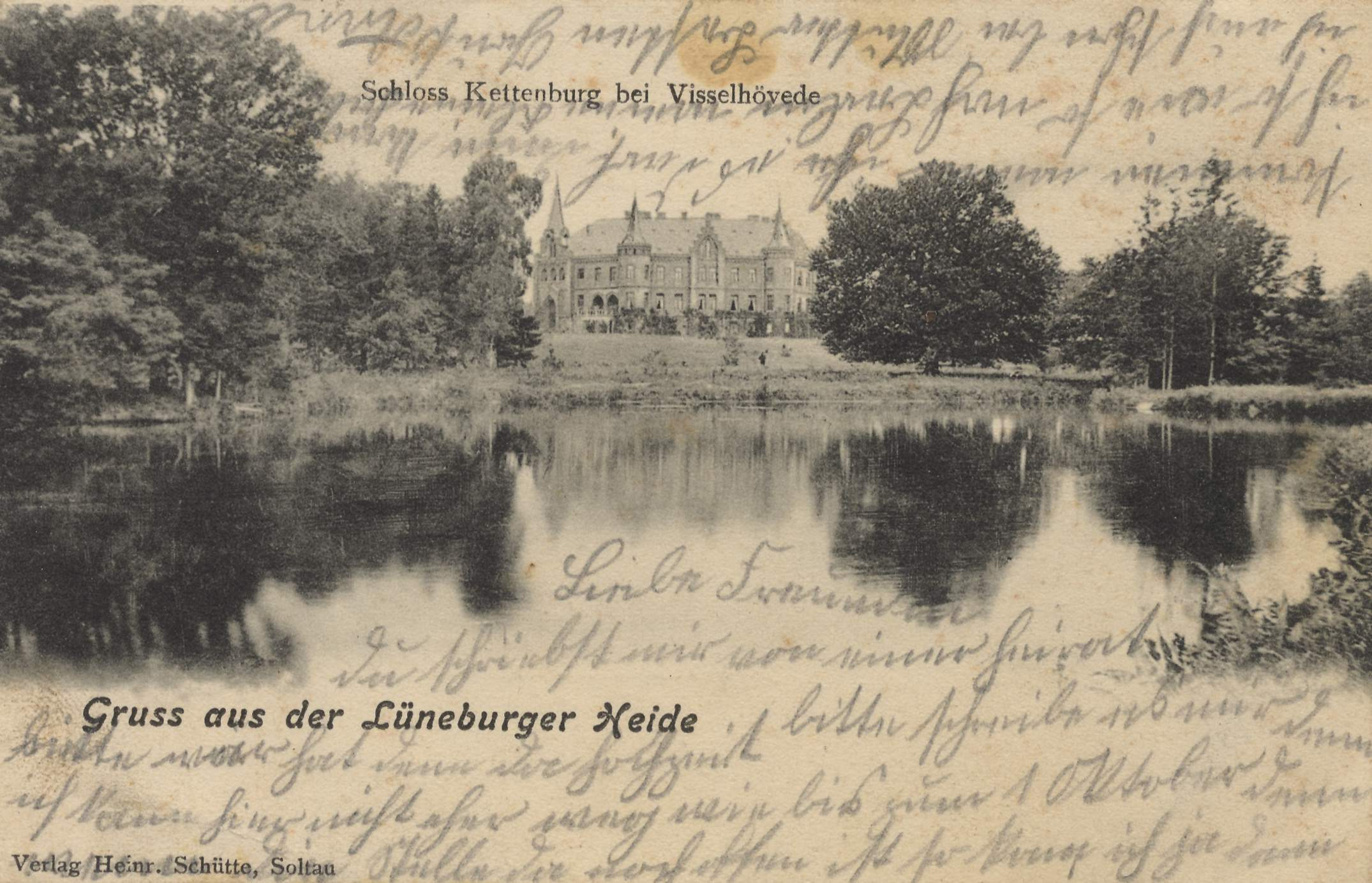
Schloss Kettenburg um 1900

Freiherr Kuno von der Kettenburg vom Gut Kettenburg bei Visselhövede legte nach einer Begegnung mit Bischof Wilhelm Emmanuel von Ketteler im Jahre 1852 das katholische Glaubensbekenntnis ab und konvertierte 1853 mit seiner Familie zum Katholizismus. Ein ab 1867 am Gut Kettenburg tätiger katholischer Pater hielt die Heiligen Messen ab. Von 1875 bis 1878 wurde durch Kuno Maximilian Johann Friedrich von der Kettenburg (1839–1915) das Schloss Kettenburg erbaut, da die Burg Kettenburg verfallen war. 1878 wurde im neuen Schloss eine katholische Schlosskapelle geweiht, die bereits das Herz-Jesu-Patrozinium trug. Schloss Kettenburg wurde somit zu einer katholischen Enklave, die nächsten katholischen Kirchen befanden sich in Celle und Uelzen. Die katholischen Christen im damaligen Kreis Rotenburg (heutiger Südkreis Rotenburg (Wümme)) wurden von hier aus, seit dem Jahre 1935 im Rahmen der Pfarrkuratie Kettenburg – Visselhövede – Rotenburg mit Sitz im Schloss Kettenburg, betreut. Im Zuständigkeitsbereich dieser Pfarrei wohnten 601 Katholiken in 120 Ortschaften.
Im Zweiten Weltkrieg kam bei einem Luftangriff auf einen Zug in der Nähe von Nindorf am 21. Februar 1945 der Schlossgeistliche, Alfons Hardt, ums Leben. Von 1945 bis 1955 war im Schloss Kettenburg Pater Stephan OFM als letzter Schlossgeistlicher ansässig, bis 1958 wurde die Schlosskapelle danach noch genutzt. Im Oktober 1960 musste das Schloss Kettenburg samt seiner Kapelle wegen Schwammbefall abgerissen werden.

### Wachstum und Zeit nach dem Zweiten Weltkrieg
In den folgenden Jahren kam es zu einem ausgeprägten Wachstum der Gemeinde. 1907 wurde in Visselhövede eine Notkapelle eingerichtet.
Während des Zweiten Weltkrieges zählten rund 4000 katholische Christen zur Gemeinde, die teilweise aus dem Saarland kamen, die zu den sogenannten „Volksdeutschen“ gezählt wurden oder die in der deutschen Wehrmacht dienten. Von 1942 bis 1945 wurde Clemens Echelmeyer, Domkapitular des Bistums Münster, nach Visselhövede verbannt.
Nach dem Zweiten Weltkrieg stieg die Zahl der Gemeindemitglieder erneut sprunghaft durch die Flucht und Vertreibung Deutscher aus Mittel- und Osteuropa. Die katholischen Gottesdienste in Visselhövede fanden nun in einer 1942 eingerichteten Notkapelle in der Lindenstraße statt, die in der ehemaligen Streichholzfabrik Rathjen eingerichtet worden war und noch bis zum Bau der Herz-Jesu-Kirche genutzt wurde. Mit den Heimatvertriebenen kam im März 1945 Pfarrer Nadolski aus Ostpreußen nach Visselhövede, sodass Visselhövede nun einen ortsansässigen Priester hatte. In Rotenburg (Wümme) wurde eine neue Pfarrgemeinde errichtet, der auch Visselhövede als Filialgemeinde unterstellt wurde.
Nach dem Tod des Walsroder Geistlichen Felix Wolff im Jahre 1958 wurde Seelsorge in Benefeld dem Geistlichen von Visselhövede übertragen. Im Februar 1961 zug der bisher in Visselhövede ansässige Pastor Georg Danel in das neuerbaute Pfarrhaus in Benefeld, wo wenige Monate später die Heilig-Geist-Kirche geweiht wurde. Zum 1. April 1961 erfolgte eine Gemeindeneugliederung, durch welche die Filialkirche Visselhövede aus der Kirchengemeinde Rotenburg (Wümme) ausschied und mit der benachbarten, vorher zu Walsrode gehörenden Filialkirche Benefeld zu einer eigenen Kuratiegemeinde mit Sitz in Benefeld vereinigt wurde.

### Bau des jetzigen Kirchengebäudes

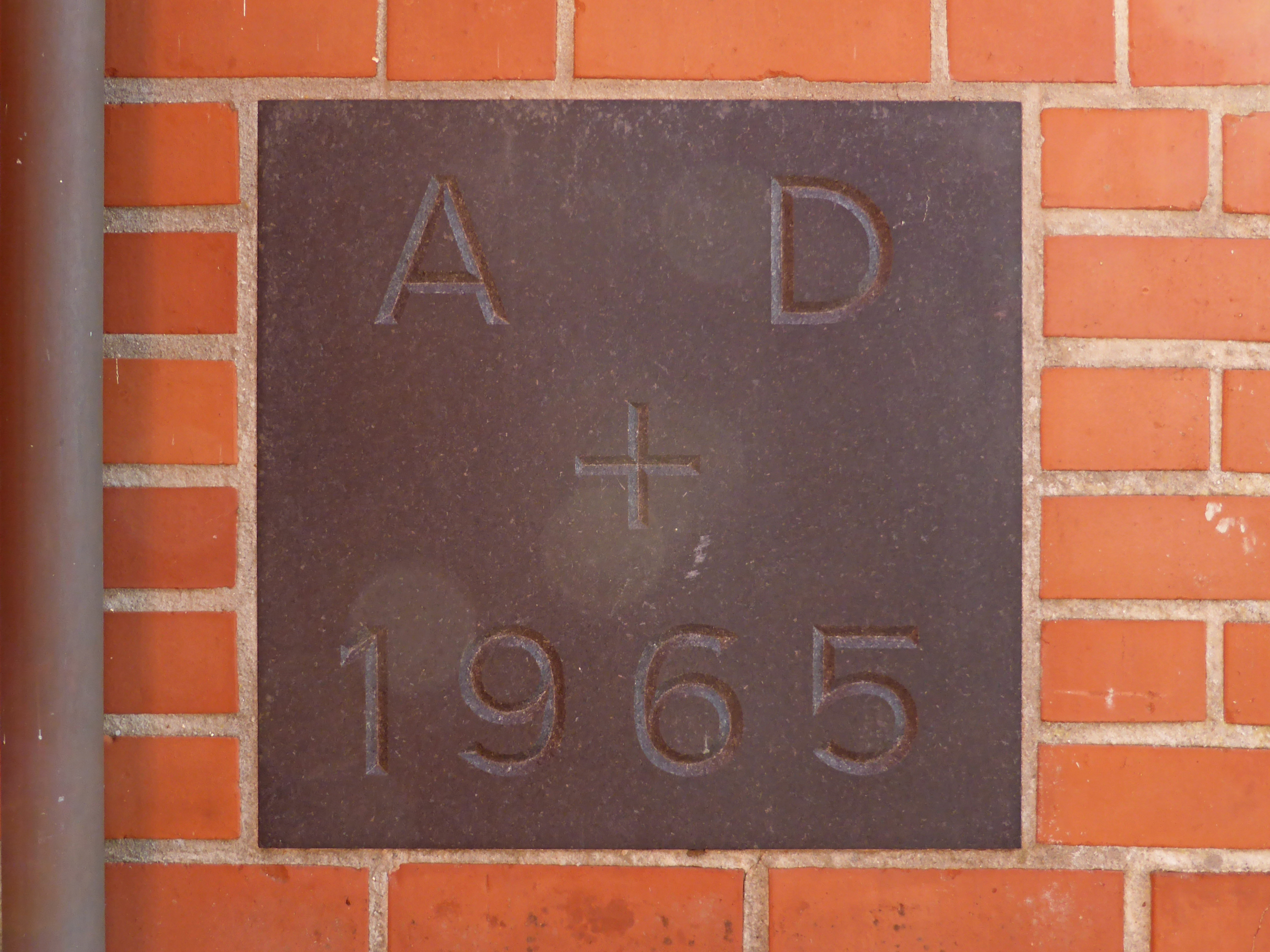
Grundstein

In Visselhövede wurde im Mai 1962 ein Baugrundstück erworben und am 29. Mai 1965 durch Generalvikar Adalbert Sendker (1912–1993) der Grundstein zu einem neuen katholischen Gotteshaus gelegt, im Juli 1965 wurde das Richtfest gefeiert. Die geostete Kirche wurde nach Plänen des Architekten Theo Scholten aus Oberhausen erbaute, der wenige Jahre zuvor auch schon die Heilig-Geist-Kirche in Benefeld entworfen hatte. Am 21. Mai 1966 wurde die Visselhöveder Kirche durch den Hildesheimer Bischof Heinrich Maria Janssen dem „Heiligsten Herzen Jesu“ geweiht. Der Name leitete sich vom Namen der ehemaligen Schlosskapelle in Kettenburg ab. Die Kirche steht sich auf dem Grundstück Gartenstraße 57, in knapp 62 Meter Höhe über dem Meeresspiegel.
1972 wurde Visselhövede durch die Eröffnung der Werner-Mölders-Kaserne Garnisonstadt. Der Standort der Luftwaffe brachte weitere Katholiken in die Stadt, deren Seelsorge durch die Kuratiegemeinde Benefeld erfolgte. Die 2005 in Kaserne Lehnsheide umbenannte Einrichtung wurde von der Bundeswehr Anfang 2016 aufgegeben und geschlossen.

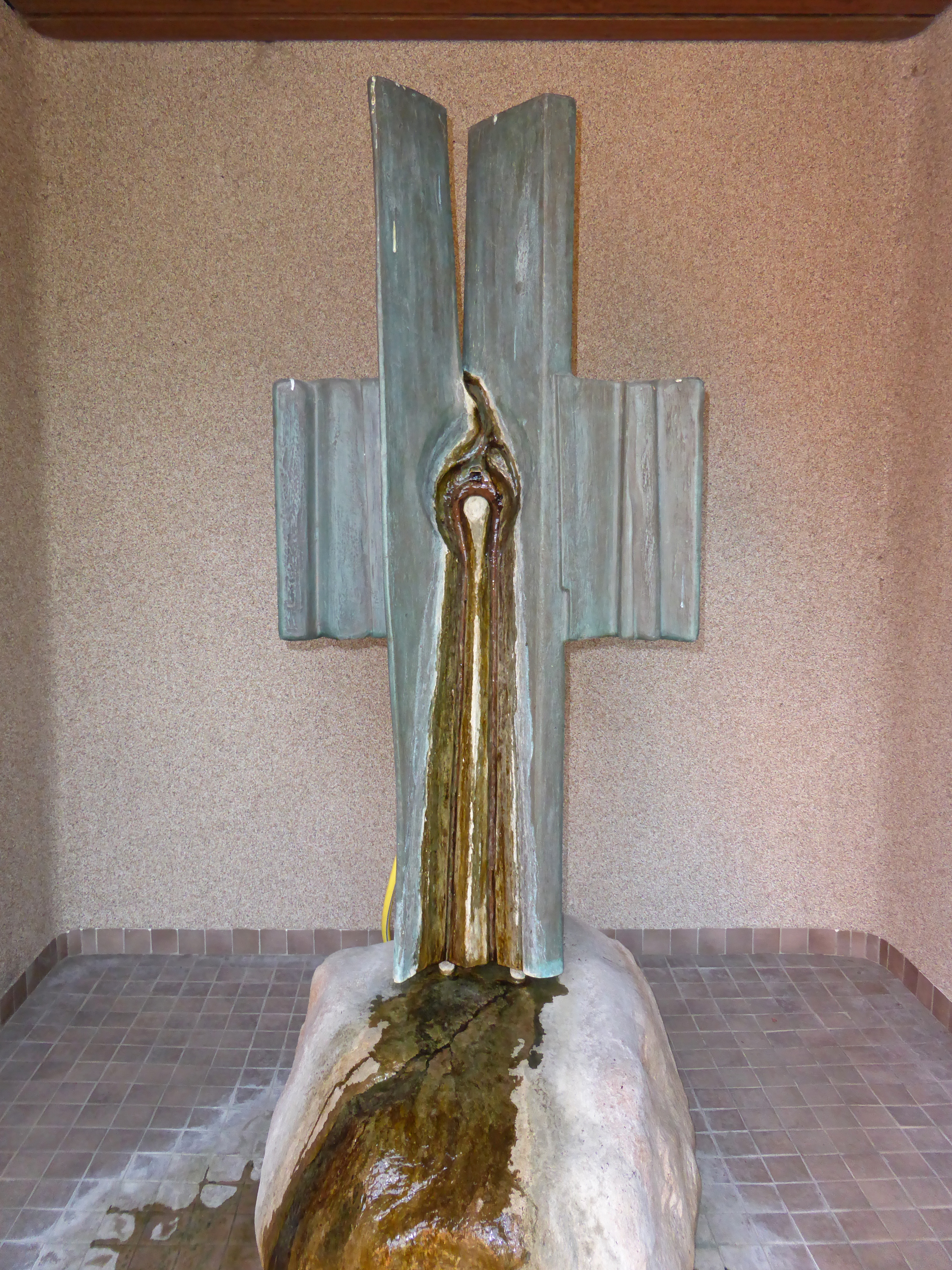
Arnoldi-Mahnmal

1981 wurde unter dem Glockenturm ein durch den Braunschweiger Künstler Claus Kilian gestaltetes Mahnmal zum Gedenken an den Jesuitenpater und Märtyrer Johannes Arnoldi aufgestellt, der am 9. November 1631 in Visselhövede zum letzten Mal eine Heilige Messe zelebrierte und anschließend ermordet wurde. Am 18. November 1981 weihte Bischof Heinrich Maria Janssen die Gedenkstätte ein.
1966 hatte die Herz-Jesu-Kirche eine Glocke erhalten, die bereits 1892 für eine Kirche in Hildesheim gegossenen worden war. 1983 wurde das Geläut durch zwei weitere Glocken vervollständigt, die von der Glockengießerei Petit & Gebr. Edelbrock in Gescher am 7. Oktober 1983 gegossen und am 4. Dezember 1983, dem 2. Adventssonntag, in Visselhövede geweiht wurden.
Der Bau der Orgel begann 1989, das aus einem Varia-Orgel-Bausatz des Orgelbauunternehmens Hofbauer aus Göttingen von Pfarrer Johannes Schlingermann († 1993) und mehreren Gemeindemitgliedern erbaute Instrument verfügt über 20 Register auf zwei Manualwerken und Pedal und wurde am 16. September 1995 durch Pfarrer Siegmund Bulla eingeweiht.

### Filialkirche der Großgemeinde St. Maria
Am 1. August 2004 wurden im Rahmen von Umstrukturierungen im Bistum Hildesheim die Gemeinden Heilig-Geist in Bomlitz-Benefeld mit der Herz-Jesu-Kirche in Visselhövede, die Gemeinde der Kirche St. Maria vom heiligen Rosenkranz zu Walsrode und die Gemeinde der Kirche St. Maria zu Bad Fallingbostel zu einer einzigen Großgemeinde mit dem Pfarrkirchort Walsrode vereinigt.

### Die Gemeinde heute
Bedeutende Gruppen innerhalb der Gemeinde bilden heute neben den ehemaligen Flüchtlingen und ihren Nachkommen Zugezogene aus Süd- und Westdeutschland, Spätaussiedler aus Polen und der ehemaligen Sowjetunion sowie Gemeindemitglieder italienischer Herkunft. Von Bedeutung war bis zu deren Schließung im Jahre 2015 die Betreuung der katholischen Soldaten der örtlichen Kaserne Lehnheide.